# PlayStation Vita
PlayStation Vita (poznata kao i PS Vita) prijenosna je igraća konzola koju je razvio Sony. Nasljednica je PlayStation Portable serije prijenosnih igraćih konzola. Najavljena je na PlayStation Meeting-u 27. siječnja 2011. godine pod kodnim nazivom PlayStation Next Generation Portable (NGP). Izdana je 17. prosinca 2011. u Japanu, nakon čega je 15. veljače 2012. izdana u Sjevernoj Americi i od 22. veljače 2012. u ostalim dijelovima svijeta.

## Hardver
Za razliku od PSP-a, PlayStation Vita ima 5 inčni zaslon osjetljiv na dodir. Igre za PSP koje dolaze na UMD diskovima nisu kompatibilne s PS Vitom zbog nepostojanja utora za UMD diskove. 
PS Vita PCH-1000 dolazi u dvije varijante - varijanta s WiFi-em i skuplja varijanta s 3G-om i WiFi-em. Te dvije varijante se razlikuju, osim u dostupnim načinima povezivanja, i po tome što 3G + WiFi model ima i GPS.
Do sada su izašla dva modela PS Vite - PCH-1000 i PCH-2000 (Slim). PCH-2000 u odnosu na PCH-1000 donosi LCD umjesto OLED zaslona što je godilo bateriji koja sada traje jedan sat duže. Slim model (PCH-2000) 20% je tanji i 15% lakši od svojeg prethodnika. Također, nestandardni priključak za punjač na modelu PCH-1000 zamijenjen je standardnim priključkom micro USB (Tip B) na modelu PCH-2000.

### Game Card
UMD diskove korištene u PSP-u zamijenila je PS Vita Game Card kartica na kojoj se isporučaju igre i različit softver. Veličinom i oblikom vrlo je slična SD karticama. Od 5 do 10% ukupnog kapaciteta kartice rezervirano je za ispravke pogrešaka i spremanje napretka u igrama.

### Memorijska kartica
PS Vita ne podržava microSD memorijske kartice nego koristi posebne PS Vita memorijske kartice dostupne u kapacitetima od 4, 8, 16, 32 i 64 gigabajta.
Od ažuriranja 3.10 moguće je spremiti do 500 aplikacija i igara na jednu PS Vita memorijsku karticu.

### Specifikacije
| Dimenzije              | Masa                                          | CPU                             | GPU        | RAM/Video RAM | Ekran                                                                               | Kamere - Framerate; rezolucija                                    | Zvuk                      | Lociranje                   | Senzori                                               | Povezivanje                                                                        | Baterija              |
| ---------------------- | --------------------------------------------- | ------------------------------- | ---------- | ------------- | ----------------------------------------------------------------------------------- | ----------------------------------------------------------------- | ------------------------- | --------------------------- | ----------------------------------------------------- | ---------------------------------------------------------------------------------- | --------------------- |
| 182.0 x 83.5 x 18.6 mm | 260 g (Wi-Fi model); 279 g (Wi-Fi + 3G model) | četverojezgreni ARM® Cortex™-A9 | SGX543MP4+ | 512 MB/128 MB | 5 inča (16:9), 960 x 544, kapacitivni multitouch OLED touchscreen, 16 milijuna boja | 120fps@320x240 (QVGA), 60fps@640x480 (VGA); VGA (640x480), 0.3 MP | Stereo zvučnici; mikrofon | GPS (samo Wi-Fi + 3G model) | Akcelerometar, žiroskop, elektronski kompas, touchpad | Wi-Fi (IEEE 802.11b/g/n); Bluetooth® 2.1; 3G HSDPA i HSUPA (samo Wi-Fi + 3G model) | 2200mAh; litij-ionska |

| Dimenzije               | Masa  | CPU                             | GPU        | RAM/Video RAM | Ekran                                                                              | Kamere - Framerate; rezolucija                                    | Zvuk                      | Lociranje      | Senzori                                               | Povezivanje                                  | Baterija              |
| ----------------------- | ----- | ------------------------------- | ---------- | ------------- | ---------------------------------------------------------------------------------- | ----------------------------------------------------------------- | ------------------------- | -------------- | ----------------------------------------------------- | -------------------------------------------- | --------------------- |
| 183.6 x 85.1 x 15.00 mm | 219 g | četverojezgreni ARM® Cortex™-A9 | SGX543MP4+ | 512 MB/128 MB | 5 inča (16:9), 960 x 544, kapacitivni multitouch LCD touchscreen, 16 milijuna boja | 120fps@320x240 (QVGA), 60fps@640x480 (VGA); VGA (640x480), 0.3 MP | Stereo zvučnici; mikrofon | pomoću WiFi-ja | Akcelerometar, žiroskop, elektronski kompas, touchpad | Wi-Fi (IEEE 802.11b/g/n); Bluetooth® 2.1+EDR | 2200mAh; litij-ionska |

### Raspored tipki

#### PCH-2000
PCH-2000 ima isti raspored tipki s manjim razlikama u priključcima. Priključak za dodatke (na slici Accessories) na vrhu uređaja je uklonjen, a nestandardni priključak za punjač na dnu je zamijenjen  microUSB tip B priključkom. Touchpad na stražnjoj strani je uži.

### PlayStation TV
PlayStation TV ne-prijenosna je varijanta PlayStation Vite. Konzola ne posjeduje ekran nego se HDMI kablom spaja na vanjski ekran ili  TV. Isprva je bila dostupna samo u Japanu i nekoliko  azijskih država pod nazivom PlayStation Vita TV. U  Europi je dostupna od 14. studenog 2014.

## Softver
Za razliku od PSP-a i PS3-a, PS Vita ne koristi XrossMediaBar grafičko sučelje nego LiveArea sučelje prilagođeno ekranima osjetljivim na dodir. LiveArea dolazi s različitim društvenih mogućnostima pomoću PlayStation Networka. Ispočetka, internetski preglednik PS Vite nije podržavao Adobe Flash iako podržava HTML5, JavaScript i kolačiće. PS Vita može se pokrenuti u safe modeu pomoću kojeg korisnik može ažurirati softver i vratiti na starije stanje ako se ne pokrene uspješno. LiveArea omogućuje prikazivanje vlastitih LiveArea prikaza igara i aplikacija u kojima se prikazuju obavijesti, postignuća i slično.

## Mogućnosti

### Kamere
Oba modela PS Vite sadrže dvije 0.3-megapikselne kamere (prednju i stražnju). Podržavaju rezolucije od 640x480 piksela (60 fps) i 320x240 piksela (120 fps). Omogućuju slikanje i snimanje videozapisa, a potrebne su i u određenim igrama.

### Kompatibilnost
PS Vita podržava većinu igara s ranijih PSP modela. Te igre moguće je preuzeti s PlayStation Storea, sekcije PlayStation Networka. Osim PSP igre, PS Vita podržava i PSone Classics, PlayStation minis i PlayStation Mobile igre.

### PlayStation 4
PS Vita podržava i upravljanje igrama izvršavanih na PS4 konzolama pri čemu ona prikazuje i dodatne relevantne informacije (slična mogućnost dostupna je i na Wii U konzolama). Sve igre razvijane za PS4 (osim onih koje zahtijevaju dodatke kao što je PlayStation Camera) igrive su na PS Viti pomoću mogućnosti Remote Play.

### PlayStation 3
Obje  mogućnosti (Remote Play i upravljanje igrama) dostupne su i za PlayStation 3 konzole, iako je broj podržanih igara znatno manji. Vlasnici PS Vita konzola mogu i streamati određene PS3 igre pomoću PlayStation Now servisa.
Ažuriranja softvera za PS Vitu moguće je preuzeti pomoću PlayStation 3 konzole, a moguće je i kopirati multimedijalni sadržaj na i s PS Vite.